# 337

337(삼백삼십칠)은 336보다 크고 338보다 작은 자연수다.

## 수학
- 68번째 소수(素數)다. 앞의 소수는 331, 다음 소수는 347이다.
- 피타고라스 삼조의 빗변의 길이이다. ({\displaystyle 175^{2}+288^{2}=337^{2}})[a]
- {\displaystyle 337=3^{4}+4^{4}=9^{2}+16^{2}}
  - 연속하는 두 자연수의 네제곱합으로 나타낼 수 있으며, 이 성질을 지닌 앞의 수는 97, 다음 수는 881이다.
- {\displaystyle 8^{7}-1}은 337로 나누어떨어진다.

## 과학
- NGC 337(영어판): 고래자리 방향에 있는 막대나선은하.
- 337 데보사(영어판): 소행성.

## 교통

### 철도
- 수도권 전철 3호선 신사역의 역번호.
- 대구 도시철도 3호선 황금역의 역번호.

### 도로
- 국도
  - 일본 337번 국도(일본어판): 홋카이도 지토세시에서 오타루시까지 이어지는 일본의 국도.
- 기타 도로
  - 337번 지방도: 경기도 이천시 장호원읍에서 용인시 처인구 모현읍까지 이어지는 대한민국의 지방도.
  - 현도 제337호선

## 군사
- U-337(영어판, 독일어판): 제2차 세계 대전에 사용된 나치 독일의 군용 잠수함.

## 문화유산
- 대한민국의 보물 제337호: 청양 장곡사 금동약사여래좌상
- 대한민국의 사적 제337호: 나주읍성

## 작품
- 《전자인간 337》(1977년): 대한민국의 애니메이션 영화.

## 방송
- KT HCN의 EBS 플러스 2 채널 번호.

## 기타
- 연도: 337년, 기원전 337년